# مها نصار
مها نصار (5 اكتوبر 1995-) هي ممثلة وراقصة باليه وعارضة أزياء مصرية.

## أعمالها

### الأفلام
- تراب الماس
- ريما
- تسعة

### المسلسلات
- سلسال الدم (مسلسل)
- نابليون والمحروسة (مسلسل)
- بفعل فاعل (مسلسل)
- البحر والعطشانة (مسلسل)
- بيت العيلة (مسلسل 2009)
- الدجال مسلسل
- سرايا عابدين (مسلسل)
- واحة الغروب مسلسل
- ضد مجهول (مسلسل)
- طايع (مسلسل)
- بين عالمين مسلسل
- الظاهر
- بلا دليل
- الفتوة (مسلسل)
- الاختيار (مسلسل)

## وصلات خارجية
- مها نصار على موقع الدهليز
- مها نصار على موقع قاعدة بيانات الأفلام العربية